# 나탈리야 군다레바
나탈리야 군다레바(러시아어: Ната́лья Гу́ндарева, 영어: Natalya Gundareva, 1948년 8월 28일 ~ 2005년 5월 15일)는 소련, 러시아의 배우이다.